# Визирь

Печать Великого визиря Османской империи

Визи́рь (от араб. وزير‎- «министр») — титул министра или чиновника высшего ранга в государствах и странах мусульманского Востока.
В Аббасидском халифате визирями называли писарей или секретарей (катиба), которые были продолжателями дапира при Сасанидах. В русском языке использовалось несколько альтернативных вариантов написания, например вазир, везер, везир, визир; множественное число — вюзера́ (араб. وزراء‎).

## Этимология
Слово визирь образовано от арабского слова вазир. В арабском языке корень в-з-р обозначает перенос тяжести как в прямом (собственно перемещение тяжёлых предметов), так и в переносном (несение тяжкого бремени) смысле. Образуемый от него глагол вазара обозначает перенос тяжестей, а отглагольное существительное вазир буквально означает «носильщик». Таким образом, титул визирь буквально означает «носильщик тяжестей», в переносном значении — «помогающий нести своему государю тяжесть правления».
Слово упоминается в Коране, где Харун (Аарон) называется вазиром («помощником») Моисея, а также слово визр («тяжесть», «ноша»), которое также происходит от того же корня. Значение слова визирь в качестве помощника подтверждается примерами из ранней исламской поэзии.
С другой стороны, наличие среднеперсидских слов визир или вицир (что означает «юридический документ» или «решение»), родственный вицира в Авесте, что означает «арбитр», могло бы указать индоевропейское происхождение этого слова. Однако нет веских оснований сомневаться в арабском происхождении этого термина или в арабо-исламском происхождении и эволюции института визирей.
Использование термина wazīr в смысле «помощник» хорошо проиллюстрировано в раннем шиитском восстании аль-Мухтара в Куфе. Утверждая, что он действует от имени Мухаммада ибн аль-Ханафийи, сына Али ибн Абу Талиба, аль-Мухтар назвал себя «помощником семьи Мухаммада» (вазир Аль Мухаммад). То же звание «помощника» было принято Абу Саламой, лидером тайного движения шиитов в Куфе во время падения династии Омейядов. Из своего первоначального значения «помощник» термин вазир приобрел значение «представитель» или «заместитель». При аббасидах этим титулом стали именовать высокопоставленных государственных гражданских чиновников, находившихся при халифе.

## Исторические министерские титулы
Служба визиря, которая распространялась среди арабов, персов, турок и других мусульманских народов, возникла при первых аббасидских халифах. Визирь стоял между правителем и подданными, представляя первого во всех вопросах, касающихся последних.
Термин использовался двумя совершенно разными способами: либо для уникальной должности, премьер-министра во главе правительства монарха (термин «Великий визирь» всегда относится к такой должности), либо как «министерский чин». Если один такой визирь является премьер-министром, он может иметь титул Великого визиря или другой титул.
Ниже представлен список визирей, существовавших в мусульманских странах.
- В мусульманской Персии под политической властью Шаханшаха премьер-министра обычно называли Вазир-е Азам («Высший — то есть Великий визирь»; альтернативные названия включают Атабег-е Азам и Сардар-е Азам). Другие министры также носили приставку визирь, например, Вазир-е Дафтар («министр финансов») и Вазир-е Лашкаре («военный министр»).
- В Аль-Андалусе (на Пиренейском полуострове при арабо-берберском правлении) визирь назначался халифом Кордовы. Эта должность сохранилась в тайфах после распада Кордовского халифата (например, у Аббадидов в Севилье).
- В Хазарском каганате звание везира (вазир) носил командующий хорезмийской наемной гвардией Ал-ларисия.
- В мусульманском Египте титул визиря был при фатимидских халифах.
- В Османской империи «великий визирь» [везир-и азам], [садр-азам] возглавлял правительство (Порту) и государственный совет (Диван); обнародовал указы султана (фирманы), издавал от имени султана указы (ираде), подписывал мирные договоры; с ликвидацией султаната в Турции (1922) эта должность упразднена.
- Визирями также называли некоторых губернаторов Османской провинции. Использование этого названия часто указывало на большую степень автономии для соответствующей провинции и больший престиж носителя титула (это было, например, основной проблемой в боснийском восстании 1831 года).
- Во время зависимости Египта от османского владычества до провозглашения формально независимого султаната титулу визиря соответствовал хедив (вице-султан), заменённый впоследствии на премьер-министра.
- В шерифском королевстве Марокко титул Великого визиря (Садр аль-Азам) действовал до 22 ноября 1955 года, а с 7 декабря 1955 года его сменил премьер-министр; Визирями стали называться государственные министры.
- В хашимитском королевстве Хиджаз (позднее вошедшем в современной Саудовской Аравией) единственным визирем был (10 июня 1916 — 3 октября 1924) будущий второй король Али ибн Хусейн аль-Хашими при его отце Хусейне ибн Али аль-Хашими.
- В «регентстве» Туниса, при династии Хусайнидов, визирями назывались различные министры бея, в том числе:
  - Вазир аль-Акбар («великий визирь»), то есть главный министр или премьер-министр;
  - Вазир аль-Амала («визирь дел»): министр внутренних дел.
  - Вазир аль-Бахр («визирь моря»), то есть министр военно-морского флота.
  - Вазир аль-Харб («визирь войны»), то есть министр армии или военный министр.
  - Вазир аль-Истишара(«визирь консультаций»), то есть министр-советник.
  - Вазир аль-Калам («визирь пера»).
  - Вазир ад-Дауля («визирь государства»), то есть государственный министр.
  - Вазир аш-Шура («визирь совета»), то есть тайный советник.
- В Омане главный министр Султана до 1966 года назывался визирем, но в 1925—1932 годах также был Председатель Совета министров; с 1970 года титул премьер-министра.
- Визирь султана Занзибара (ветвь оманской династии); с 1890 года утвержден британцами в качестве первого министра (1 июля 1913 г. — 23 февраля 1961 г.) британского резидента (министра).
- Великий визирь султана Сокото. Название «вазири», по-видимому, является производным от этого слова и высоко ценится большинством вождей северной Нигерии. Действительно, у большинства эмиров в северной Нигерии есть «вазири», которые обычно является высокопоставленными советниками эмира.
- В пред- и колониальной (особенно британской) Индии многие правители, даже некоторые индуистские принцы, были визирями в качестве главного министра.
- В (бывший) султанате на Мальдивах, премьер-министр имел титул «боду визирь».
- В Афганистане при династии Дуррани главный министр назывался Вазир-э Азам или Вазир-и-азам (1801—1880); Вазир-е Дарбар или Вазир ад-Дурбар был министром королевского двора.
- Все визири при династии Газневидов были этническими иранцами[16]

## Современное использование
Вазир — это стандартное арабское слово для правительственного министра. Премьер-министров обычно называют Раис аль-Вузара (буквально президент министров) или аль-Вазир аль-Авваль (премьер-министр). Последний термин обычно встречается в Магрибе, тогда как первый типичен для использования на востоке арабского мира (Египет, Судан, Левант, Ирак и Аравийский полуостров). Так, например, премьер-министр Египта по-арабски носит титул «вазир».
В Иране министры правительства называются на персидском языке «вазир», а премьер-министр штата до упразднения этой должности назывался нохост вазир. В Пакистане премьер-министра зовут вазир-э азам («Великий визирь»), другие министры — вазир. В Восточной Африке (Кении и Танзании) министры называются «вазири», а премьер-министры — «вазири мкуу». В Брунее визирями именуются 5 должностей, две из которых остаются вакантными после обретения независимости Брунеем.

## Шахматы
От слова «визирь» происходит русское название самой сильной шахматной фигуры — ферзя. Хотя в шахматах Тамерлана его традиционно продолжают называть визирем.